# جون بارلو هدسون
جون بارلو هدسون (بالإنجليزية: Jon Barlow Hudson)‏ هو نحات أمريكي، ولد في 1945 في بيلينغز في الولايات المتحدة.